# Ceceo

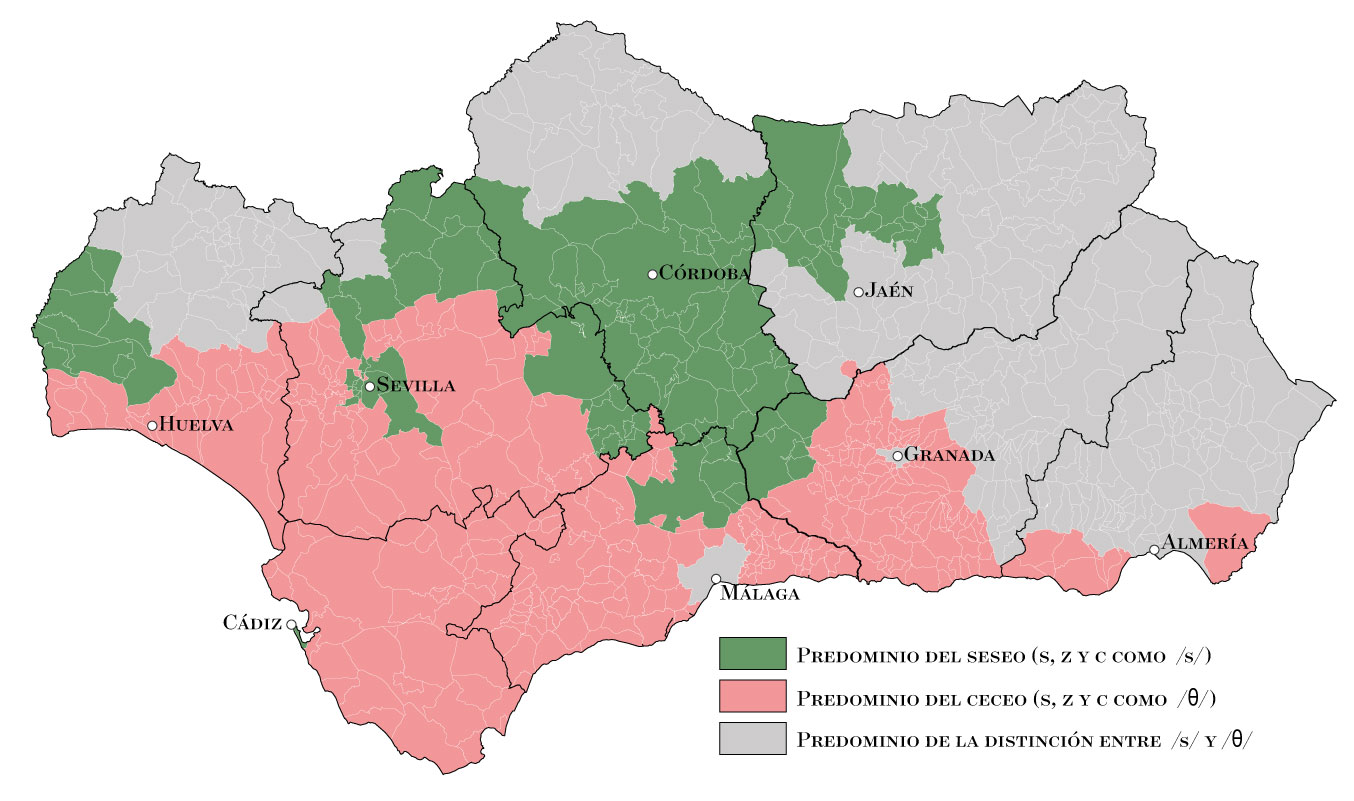
Distribuzione geografica del seseo (in verde) e del ceceo (in rosso) in Andalusia

Il ceceo /θeˈθeo/ (pronunciato alla spagnola: la c seguita da e o i è pronunciata come il gruppo th aspro, cioè sordo, inglese) è una variante della pronuncia dello spagnolo: trasforma il suono della lettera s in quello della lettera z (interdentale fricativa sorda). È il fenomeno inverso del seseo.
È un fenomeno dialettale tipico di alcune zone del sud della Spagna (Andalusia).
In America Latina è poco presente ed è stato trovato solo in qualche zona.
In Spagna è considerato tipico delle classi di scarsa formazione e per questo è evitato nei contesti colti.